# Кутаисский государственный университет имени Акакия Церетели
Кутаисский Государственный университет Ак. Церетели (груз. აკაკი წერეთლის სახელმწიფო უნივერსიტეტი, англ. ATSU Akaki Tsereteli State University) — высшее учебное заведение в Грузии.

## История
Создан на базе педагогического факультета Тбилисского университета (1930). В 1933 году был переведён в Кутаиси. Назывался Кутаисский педагогический институт им. А. Цулукидзе.
В 1990 году был преобразован в государственный университет имени Акакия Церетели. В 2006 году объединён с Кутаисским государственным техническим университетом им. Нико Мусхелишвили.